# Groove approved
Groove approved was het vierde soloalbum van Paul Carrack. Carrack maakte gedurende de opnamen nog deel uit van de muziekgroep Mike and the Mechanics. Van het album werden vijf singles getrokken, toch bleven goede verkopen van dit album uit. Het haalde noch de Nederlandse Album top 50, noch de Britse variant daarvan. In de Amerikaanse Billboard Album Top 200 bleef het steken op plaats 120. Het album werd opgenomen van mei tot en met juli 1989 in New York en Little Chalfont. 

## Musici
- Paul Carrack – (achtergrond)zang, toetsinstrumenten (alle tracks)
- Tom T-Bone Wolk – basgitaar, gitaar (alle tracks)
- Jimmy Bralower – drumcomputer (1, 2, 3, 4, 5, 6, 7, 8, 10)
- Mike Campbell – gitaar (1)
- Ed Roynesdale – programmeerwerk toetsinstrumenten (1, 2, 3, 6, 7, 9
- Joe Lynn Turner – achtergrondzang (1, 3)
- Daryl Hall –achtergrondzang (2, 4, 5)
- Curtis King – achtergrondzang (2)
- Sammy Figuera – percussie (1, 6)
- Tom Lord – percussie (1)
- Robbie McIntosh – gitaar (4, 9)
- Dick Morrisey – saxofoon (5)
- Bernard Fowler – achtergrondzang (6, 7)
- Vinnie Zoumo – slaggitaar (6)
- Paul Young – achtergrondzang (8)
- Mickey Curry – gitaar (9)
- Bob Loveday – viool (10)

## Muziek
| Nr. | Titel                                                          | Duur |
| --- | -------------------------------------------------------------- | ---- |
| 1.  | Only my heart can tell (Carrack, Wolk)                         | 5:21 |
| 2.  | I live by the groode (Carrack, Eddie Schwartz)                 | 4:09 |
| 3.  | Battlefield (Nick Lowe, Carrack)                               | 4:20 |
| 4.  | Love can break your heart (Carrack, Michael McDonald)          | 5:20 |
| 5.  | I’m on your tail (Carrack, Lowe)                               | 6:15 |
| 6.  | After the love is gone (Carrack, Chris Difford)                | 6:23 |
| 7.  | Loveless (Carrack, Wolk)                                       | 4:22 |
| 8.  | Tip of my tongue (Carrack, Wolk)                               | 6:06 |
| 9.  | Dedicated (Carrack)                                            | 5:22 |
| 10. | Bad news (at the best of times) (Carrack, John Wesley Harding) | 5:14 |